# Becicherecu Mic
Becicherecu Mic ou Becicherecul Mic (en hongrois : Kisbecskerek, en allemand : Klein-Betschkerek, en serbe en écriture cyrillique : Мали Бечкерек et serbe : Mali Bečkerek) est une commune du județ de Timiș, Roumanie qui compte 2 853 habitants.
La commune est composée un seul village du même nom.

## Démographie
D'après le recensement de 2011, la commune compte 2 853 habitants, en augmentation par rapport au recensement de 2002 où elle en comptait 2 417.
Lors de ce recensement de 2011, 83,49 % de la population se déclare roumaine.

## Politique
| Période                                  | Période  | Identité            | Étiquette | Qualité |
| ---------------------------------------- | -------- | ------------------- | --------- | ------- |
| Les données manquantes sont à compléter. |          |                     |           |         |
| 2012                                     | En cours | Raimond-Ovidiu Rusu | PSD       |         |

| Parti | Parti                                      | Sièges |
| ----- | ------------------------------------------ | ------ |
|       | Parti social-démocrate (PSD)               | 6      |
|       | Parti national libéral (PNL)               | 3      |
|       | Alliance des libéraux et démocrates (ALDE) | 3      |
|       | Parti Mouvement populaire (PMP)            | 1      |